# Andréi Kozyrev
Andréi Vladímirovich Kózyrev (en ruso: Андре́й Влади́мирович Ко́зырев) (Noguinsk, 27 de marzo de 1951). Político y diplomático de Rusia, Ministro de Asuntos Exteriores de Rusia.
Hijo de un diplomático ruso, se graduó en el Instituto Estatal de Relaciones Internacionales de Moscú en 1973, sirvió como diplomático para la Unión Soviética.
En octubre de 1991, fue designado por el presidente de Rusia, Borís Yeltsin, ministro de Asuntos Exteriores.